# Halibut Cove
Halibut Cove is een plaats (census-designated place) in de Amerikaanse staat Alaska, en valt bestuurlijk gezien onder Kenai Peninsula Borough.

## Demografie
Bij de volkstelling in 2000 werd het aantal inwoners vastgesteld op 35.

## Geografie
Volgens het United States Census Bureau beslaat de plaats een oppervlakte van
29,4 km², waarvan 21,0 km² land en 8,4 km² water.

## Plaatsen in de nabije omgeving
De onderstaande figuur toont nabijgelegen plaatsen in een straal van 32 km rond Halibut Cove.